# Міддл-Фриско (Нью-Мексико)
Міддл-Фриско (англ. Middle Frisco) — переписна місцевість (CDP) в США, в окрузі Катрон штату Нью-Мексико. Населення — 51 особа (2020).

## Географія
Міддл-Фриско розташований за координатами 33°41′54″ пн. ш. 108°45′45″ зх. д. / 33.69833° пн. ш. 108.76250° зх. д. (33.698236, -108.762477).  За даними Бюро перепису населення США в 2010 році переписна місцевість мала площу 1,55 км², з яких 1,41 км² — суходіл та 0,14 км² — водойми.

## Демографія
Згідно з переписом 2010 року, у переписній місцевості мешкало 77 осіб у 31 домогосподарстві у складі 22 родин. Густота населення становила 50 осіб/км².  Було 40 помешкань (26/км²).
Расовий склад населення:
| - 77,9 % — білих - 14,3 % — осіб інших рас |

До двох чи більше рас належало 7,8 %. Частка іспаномовних становила 58,4 % від усіх жителів.
За віковим діапазоном населення розподілялося таким чином: 27,3 % — особи молодші 18 років, 54,5 % — особи у віці 18—64 років, 18,2 % — особи у віці 65 років та старші. Медіана віку мешканця становила 47,5 року. На 100 осіб жіночої статі у переписній місцевості припадало 120,0 чоловіків;  на 100 жінок у віці від 18 років та старших — 115,4 чоловіків також старших 18 років.
Середній дохід на одне домашнє господарство  становив 51 283 долари США (медіана — 50 250), а середній дохід на одну сім'ю — 51 283 долари (медіана — 50 250). 
Цивільне працевлаштоване населення становило 15 осіб. Основні галузі зайнятості: транспорт — 60,0 %, сільське господарство, лісництво, риболовля — 40,0 %.